# Mariano Raffo
Mariano Raffo es un director de cine argentino. Dirigió cortos, videos de música, y documentales.

## Biografía

### Inicios
Mariano Raffo nació en Buenos Aires, el 24 de agosto de 1973. Vivió sus años de formación en Quilmes, donde estudió y trabajó. En su formación cinematográfica se unen la formación fotográfica autodidacta, así como la investigación en cine de animación. Dictó clases de Video en la Escuela Municipal de Bellas Artes, así como se relacionó con otros artistas de su generación, como Marcelo Vecelich, Juan Manuel Cellini, con quienes escribió el guion de una película nunca realizada, el Regreso 2 y Carlos Spagarino, de la fundación Cucamonga fri Cultura de la ciudad de La Plata, con quien rodaría el documental Carrojero, y Agustín Ronconi, líder de Arbolito, la banda de folk rock nacional.

### Estudios
Después de estudios universitarios en la Universidad de Buenos Aires se titula como Diseñador de Imagen y Sonido. Su colaboración musical con Zelmar Guerin viene de aquellos años, con experimentación musical, videoclips, videos de animación, como Caras, de 2002, realizado con técnicas de animación caseras y dibujos por computadora utilizando película super 8 como soporte, así como colaboración como diseñador de tapas de discos de música.

### Cine
Su primera producción documental fue Carrojero, sobre un constructor de ruedas de carros en Formosa, Argentina.  El guion de la obra se hizo en colaboración con Carlos Spagarino.
Posteriormente, realizó varios cortos que fueron transmitidos por televisión en Canal 7 de televisión abierta, y en el canal Encuentro. Entre ellos, se pueden citar documentales donde personas acostumbradas a trabajar cuentan cómo hacen lo que hacen, como la producción de vino en una casa de Quilmes en De Cómo y Dónde sacó Don Carlos Aquel Vino, o un plato típico de la cocina polaca, llamado Barszcz.
Su primer trabajo de largometraje fue Return to Bolivia, con el guion propio y de Marina Boolls. Relata el viaje a su país de origen de una familia boliviana que vive en Liniers, Buenos Aires, atendiendo una verdulería. Contada como una película de estilo Road Movie, donde la historia se desarrolla con el trasfondo del viaje.  En ella la cámara sigue a una pareja de bolivianos con sus tres hijos, que viajan hacia el borde de la frontera entre Jujuy y Tarija, para luego ir a un caserío en el altiplano entre Oruro y La Paz. Rodada con escasos recursos y un equipo de filmación mínimo que incluyó al director y a la productora y sonidista del filme, Mariana Boolls. Esta producción obtuvo varios premios internacionales, como el premio al Mejor Documental Extranjero del XI Festival Icaro de Guatemala y al Mejor Documental del Festival de Gualeguaychú antes de su estreno en la Argentina. En su estreno, el 2 de julio de 2009, recibió críticas positivas, donde se valora su desenfado y naturalidad al contar historias combinadas con cine de animación.

## Obras

### Largometraje
- Return to Bolivia (2009)
- Escuela Monte (2019)

### Cortometraje
- Carrojero (2004)
- De Cómo y Donde sacó Don Carlos Aquel Vino
- Barszcz
- Caras (2002)
- Yachep, el tiempo de los Frutos (32min.)
- La Matanza Argentina (30 min. experimental)